# Кетевоама, Фокси
Фокси Кетевоама (фр. и санго Foxi Kéthévoama; род. 30 мая 1986[…], Банги) — центральноафриканский футболист, полузащитник.

## Карьера

### Клубная
Начал карьеру в футбольных клубах Банги — DFC8 и «Дербаки».
В январе 2004 года подписал контракт с клубом «Стад д’Акебе» (Либревиль) из другой франкоязычной африканской страны Габон, где забил в 15 матчах 15 голов. Через год перешёл в соседний клуб «105 Либревиль». Здесь добился первых титулов и его заметили венгерские селекционеры.
В июле 2006 года уехал в Европу, в венгерский «Диошдьёр» из Мишкольца, где неплохо проявил себя, забив 8 голов в 23 играх чемпионата. Через год перебрался в столичный «Уйпешт», где за три сезона провёл 73 игры и забил 13 мячей. В сезоне 2008/09 выиграл с «Уйпештом» серебряные медали чемпионата Венгрии. В июле 2010 года заключил контракт на полтора года с третьим венгерским клубом «Кечкемет». Здесь футболист провёл в чемпионате 42 игры и забил 11 голов. Но особенно он отличился в Кубке Венгрии 2010/11, когда забил в полуфинале два гола клубу «Залаэгерсег» (5:1), а в финале 17 мая сделал хет-трик в ворота «Видеотона» (3:2). Но 8 июля 2011 года в матче за Суперкубок Венгрии «Кечкемет» проиграл тому же «Видеотону» (0:1).
В феврале 2012 года подписал контракт с «Астаной» из Казахстана. И стал первым центральноафриканцем в КПЛ. В первом сезоне выиграл с клубом Кубок Казахстана и попал в тройку лучших левых полузащитников чемпионата. В следующем сезоне забил пять голов, сделал 8 голевых передач и был признан лучшим правым полузащитником чемпионата, а «Астана» впервые завоевала серебряные медали. В чемпионате 2014 года Кетевоама стал с 16 голами в 25 играх лучшим бомбардиром первенства, чем помог «Астане» впервые завоевать золотые медали.
В сезоне 2015 года Фокси забил 4 гола в 31 игре и вновь стал с «Астаной» чемпионом Казахстана. Также выиграл с командой Суперкубок Казахстана и вышел в финал Кубка. По итогам сезона 2015 был признан лучшим игроком сезона в команде и получил приз — автомобиль Mercedes Benz E-класса, но отдал авто в общее пользование команде. Тем не менее клуб не стал продлевать его контракт на пятый сезон.
Всего в КПЛ на счету Фокси 109 матчей, в которых он забил 26 голов. В Кубке страны он провел 13 игр (пять мячей). В Лиге Европы Кетевоама в составе «Астаны» сыграл в 10 матчах (2 гола). В Лиге чемпионов в 12 играх на его счету два голевых паса.
В январе 2016 года Кетевоама, как свободный агент, перешёл в турецкий клуб первой лиги «Газиантеп ББ». Во втором круге он провёл 10 матчей и забил 5 голов, включая хет-трик в ворота «Денизлиспор» в гостевом матче последнего тура, но в итоге клуб занял лишь 8 место.
На следующий сезон 2016/17 подписал контракт с другим клубом турецкой первой лиги «Балыкесирспор».

### Сборная
За сборную своей страны дебютировал 4 сентября 2010 года в возрасте 24 лет, провёл 43 игры и забил 8 голов. С 2012 года является капитаном команды.

## Достижения

### Командные
«105 Либревиль»
- Серебряный призёр чемпионата Габона: 2006
- Финалист Кубка Габона: 2006

«Уйпешт»
- Серебряный призёр чемпионата Венгрии: 2008/09

«Кечкемет»
- Обладатель Кубка Венгрии: 2010/11
- Финалист Суперкубка Венгрии: 2011

«Астана»
- Чемпион Казахстана (2): 2014, 2015
- Вице-чемпион Казахстана: 2013
- Обладатель Кубка Казахстана: 2012
- Финалист Кубка Казахстана: 2015
- Обладатель Суперкубка Казахстана: 2015

### Личные
- Лучший правый полузащитник чемпионата Казахстана 2013
- Лучший бомбардир чемпионата Казахстана 2014